# Rhabdogaster tanylabis
Rhabdogaster tanylabis là một loài ruồi trong họ Asilidae. Rhabdogaster tanylabis được Londt miêu tả năm 2006. Loài này phân bố ở vùng nhiệt đới châu Phi.